# Akropolis

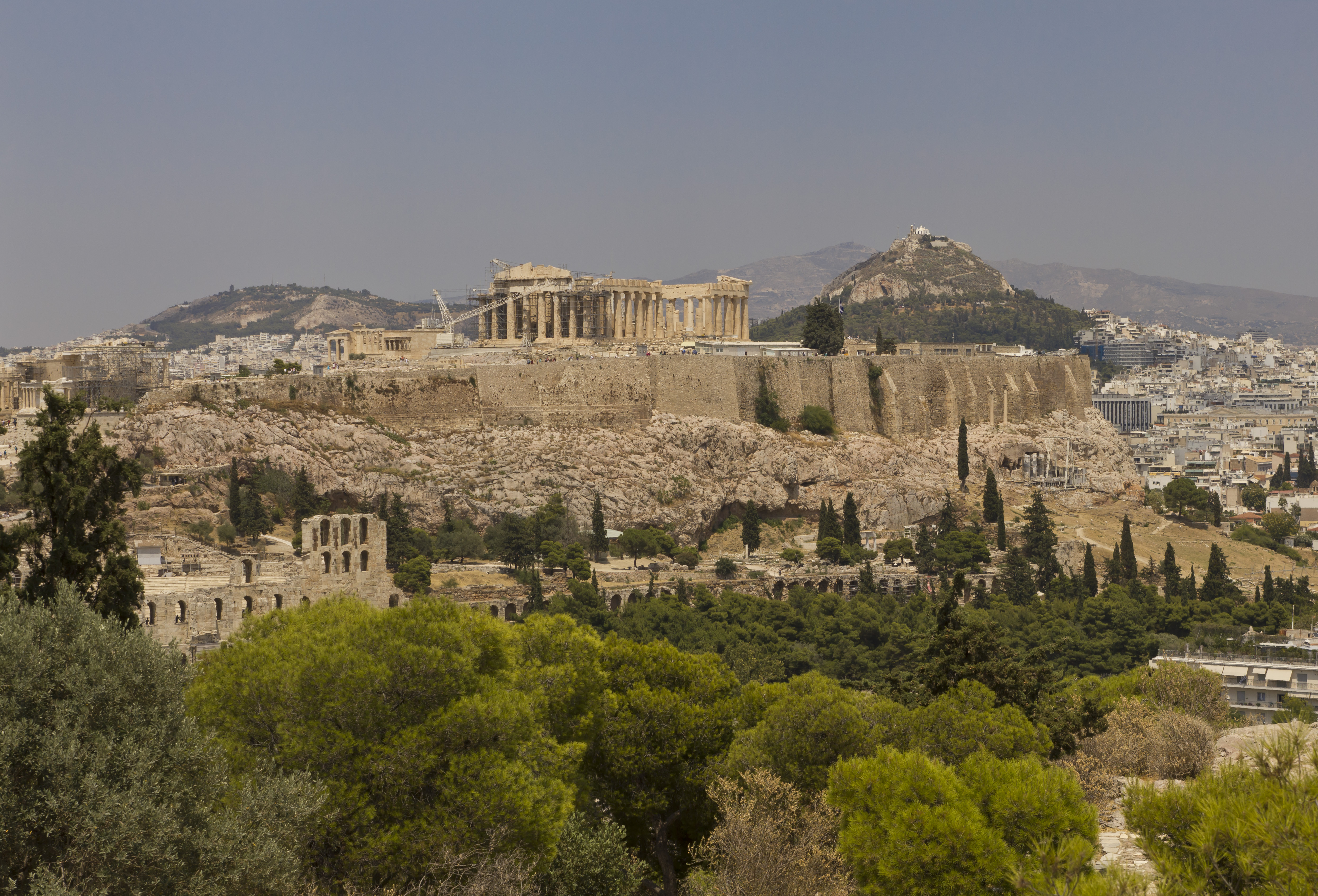
Akropolis v Athénách

Akropolis či akropole (z řeckého akros vysoký a polis obec, překládáno též jako horní město, vyšehrad) ve svém původním významu označuje opevněné návrší starověkých řeckých měst s posvátným okrskem a vladařským palácem. Přeneseně se pak výraz používá v archeologii pro centrální, zpravidla silně opevněnou část pravěkého nebo raně středověkého hradiště. Antické městské akropole byly díky geomorfologickým podmínkám (strmým stěnám, stísněnému přístupu) nejsnadněji hájitelnými místy před nepřáteli.
Nejznámější akropole, Akropolis athénská, byla vybudována uprostřed města a měla Athény reprezentovat. Byl tam postaven Chrám bohyně Athény, byla to nejvýznamnější stavba Athén.